# اضطرابات الوعي
اضطرابات الوعي هي حالة طبية تعيق الوعي. يعرف البعض اضطرابات الوعي بأنه أي تغيير في الوعي الذاتي الكامل إلى إعاقة أو غياب الوعي الذاتي أو اليقظة. تشمل هذه الفئة حالة الوعي القليل عامة وحالة الغيبوبة الدائمة وتتضمن أحيانا الحالة الأقل شدة متلازمة المنحبس والأكثر شدة وندرة الغيبوبة المزمنة، ويعتبر التشخيص المتباين لهذه الاضطرابات مجال نشط في الدراسات الحيوية. وأخيرا فإن الموت الدماغي يؤدي اضطراب أبدي من فقدان الوعي. أما في الحالات الأخرى فيمكن أن يصف الاضطراب على أنه معتدل في الوعي (الخرف والهذيان) أو اضطراب مؤقت (نوبات الصرع الكبرى ونوبات الصرع الخفيفة) ، وهذه الحالات لا تصنف ضمن الفئة المذكورة أعلاه

## تصنيف
المرضى الذين يعانون من هذه الحالة المتغيرة في الوعي يمثلون مشاكل فريدة في التشخيص والعلاج. تقييم الوظائف الفكرية المتبقية بعد إصابة الدماغ أمر صعب فالحركات الطوعية صغيرة ومتقلبة وتستنفذ بسهولة. ويختلف القياس الكمي للنشاط العقلي  بين المرضى أحيانا باختلاف حركة بسيطة وصغيرة للإصبع
الوعي مفهوم معقد ومتعدد الأوجه وينقسم إلى مكونين أساسيين اثنين وهما: الاستثارة والوعي. الاستثارة مرتبطة الخلايا العصبية الناتئة وظيفية الدماغ مع كل من  الخلايا العصبية المهادية والقشرية. وبالتالي فإن تقييم ردود الفعل (باستخدام مقياس غلاسكو للغيبوبة ) أمر مهم للتحقق من سلامة وظائف الدماغ. أما الوعي فهو اتصالات تحت القشرة. النقطة الأكثر أهمية في تصنيف اضطرابات الوعي هي أن الوعي لا يمكن قياسه بشكل موضوعي بواسطة أي آلة، على الرغم من أن العديد من أنظمة التسجيل تم تطويرها من أجل القياس الكمي للوعي وتقنيات التصوير العصبي هي أدوات مهمة في البحث السريري، فهي توسع فهمنا للآلات الأساسية المعنية. تمثل اضطرابات الوعي قضايا اجتماعية وأخلاقية واسعة لأن التشخيص معقد من الناحية المنهجية ويحتاج إلى تفسير دقيق. كما ويجب تطوير الإطار الأخلاقي لتوجيه البحث  في هؤلاء المرضى

### متلازمة المنحبس
يملك المريض في متلازمة المنحبس وعي ودورات نوم واستيقاظ وسلوك معني (حركة العين) ولكنه يعزل بسبب الشلل الرباعي والشلل الكاذب الناتج عن تعطل المسارات القشرية ومسارات الكورتكنوكلير.
تعد متلازمة المنحبس حالة يكون فيها المريض على دراية واستيقاظ لكنه لا يستطيع الحركة أو التواصل شفهياً بسبب الشلل التام لجميع العضلات الطوعية تقريباً في الجسم باستثناء العينين وتبقى حركات العين أو الجفن هي الطريقة الرئيسية للتواصل. وتعد متلازمة المنحبس التامة هي إحدى حالات المتلازمة حيث تشل حركة العينين كذلك.

### حالة وعي بسيط
في حالة الوعي البسيط يملك المريض فترات متقطعة من الوعي واليقظة، معاير حالة الوعي البسيط أن المرضى ليسوا في غيبوبة ولكنهم غير قادرين على التواصل باستمرار. وهذا يعني أن المريض يجب أن يظهر إشارات قليلة ولكن قابلة للتكرار من الوعي لنفسه أو للبيئة المحيطة به، يمكن أن يتبع أوامر بسيطة أو خطاب واضح أو سلوك معني (متضمنا حركات وسلوكيات عاطفية متعلقة بمحفزات خارجية ولكن ليس نشاط انعكاسي). وتزيد احتمالية التعافي في حالة الوعي البسيط أكثر من حالات الغيبوبة، ولكن بعض المرضى يبقون في حالة الوعي البسيط بشكل مستمر.

### حالة غيبوبة مستمرة
في حالة الغيبوبة المستمرة يملك المريض دورات نوم واستيقاظ ولكن دوم وعي، فيكون غير قادر على التواصل ويظهر سلوكيات انعكاسية وغير هادفة. يشير المصطلح إلى عضو جسدي قادر على النمو وعاجز عن النشاط الفكري والتعامل الاجتماعي. وعند تشخيص حالة الغيبوبة يجب التشكيك عند وجود أي سعي بصري مستمر ومتكرر أو ثبات أو رد للإيماءات المهددة.  تعكس هذه الحالة وجود دماغ سليم وتراكيب متماسكة ولكن متضررة بشدة بالأبيض والرمادي في كلا فصي الدماغ. والحفظ على هذه التراكيب يحافظ على الوظائف الإثارة والتلقائية. ينخفض معدل الأيض الكلي إلى 40-50٪ من المعدل الطبيعي في حالة الغيبوبة. يصنف المريض في حالة الغيبوبة المستمرة بعد مرور أربعة أسابيع في الغيبوبة وفي هذه الحالة ينخفض معدل الأيض إلى ما نسبته 30-40% من المعدل الطبيعي ومرجح أن تكون بسبب التدهور العصبوني المتشابك. على الرغم من أ، تشخيص الحالة تمثل إشكالية إلا أن غياب أيه إشارة على الإدراك الواعي أو الفعل المتعمد هو أمر ضروري. ويمكن تشخيص الحالة كغيبوبة دائمة بعد مرور سنة في حالة الغيبوبة بعد إصابة الدماغ.  

### غيبوبة مزمنة
مثل الغيبوبة العادية فالغيبوبة المزمنة تنتج عن إصابة في القشرة أو ضرر في المادة البيضاء بعد إصابة الخلايا العصبية أو من آفات الدماغ البؤرية. وينخفض معدل الأيض للمادة الرمادية إلى 50-70% من المعدل الطبيعي يفقد فيها المريض الوعي  ويستلقي مع عيون مغمضة غير مدرك لما يحصل له أو ما يحصل حواليه. وعلى عكس الغيبوبة المستمرة فلا يمكن للتحفيز أن يصدر فترات يقظة تلقائية أو فتح للعينين.
في الطب، الغيبوبة هي حالة اللاوعي، حيث يبقى الشخص مدة ست ساعات دون استيقاظ، ولا يستطيع الرد طبيعيا على المحفزات المؤلمة  والضوء والأصوات، ويفتقد دورة النوم والاستيقاظ الاعتيادية، كما ولا يبدي أفعال طوعية. ومع أنه على حسب مقياس غلاسيكو للغيبوبة فإن الشخص المصاب باضطراب يعتبر في غيبوبة أقل حدة.

### موت دماغي
الموت الدماغي هي النهاية التي لا رجعة فيها للنشاط الدماغي ووظائفه (متضمنا النشاط الطوعي الضروري للبقاء حيا). السبب الرئيسي للموت الدماغي هو النخر الكلي للخلايا العصبية الدماغية يليه فقدان الأكسجين من الدماغ. يفقد المريض الوعي إحساس الوعي تماما بعد الموت الدماغي، ودورات النوم والاستيقاظ والسلوك، ويبدو كما لو كان في حالة نوم عميق أو غيبوبة. وعلى الرغم من أنه نظريا يبدوكما لو كان في حالة فقدان وعي كما في مثل الغيبوبة الدائمة لذا وجب التفريق بين الحالتين. ومع أن مقياس الموت الدماغي يختلف من دولة لأخرى، فإن التقييمات السريرية هي نفسها وتتطلب فقدان جميع ردود أفعال الدماغ ووضوح استمرار انقطاع النفس في مريض غيبوبة باستمرار مدة أربعة أسابيع. يظهر التصوير الوظيفي باستخدام التصوير بالأشعة المقطعية أو التصوير المقطعي المحوسب ظاهرة لجمجمة  جوفاء، مما يؤكد على غياب الوظائف للخلايا العصبية في كل الدماغ. يعتبر المرضى المصابين بالموت مؤهلين كأشخاص مانحين للأعضاء قانونيا، حيث تزال أعضاؤهم جراحيا تجهز ليتسلمها شخص معين.
يعتبر الموت الدماغي أحد الاسباب الحاسمة لتصنيف المريض المصاب كشخص ميت. تحديد وظيفة وحضور الخلايا العصبية بعد الإصابة لكل الدماغ أو لجذع الدماغ يمكن أن يستخدم لتحديد حالة الموت الدماغي، ويستخدم في العديد من الولايات الأمريكية.

## مشاكل منهجية
تعتبر الدراسات الأيضية مفيدة ولكن لا يمكنها تحديد نشاط الخلايا العصبية ضمن منطقة معينة لعمليات معرفية محددة. يمكن تحديد الأداء الوظيفي على المستوى الأكثر عمومية فقط: التمثيل الغذائي في المناطق القشرية وغير القشرية التي قد تسهم في العمليات المعرفية.
في الوقت الحاضر لا توجد علاقة ثابتة بين معدلات الأيض الدماغي للجلوكوز والأكسجين حسب قياس الأشعة المقطعية  ونتائج المريض. يحدث انخفاض في الأيض الدماغي أيضا عندما يعالج المريض بالتخدير إلى درجة عدم الاستجابة. القيمة الدنيا (28% من المعدل الطبيعي ) خلال تخدير البروبوفول. كما يظهر النوم العميق أيضا مرحلة من انخفاض الأيض (إلى الأسفل 40% من المعدل الطبيعي). وبشكل عام فإن دراسات الأشعة المقطعية الكمية وتقييم معدلات الأيض الدماغي تعتمد على افتراضات. على سبيل المثال التصوير بالأشعة المقطعية يتطلب عامل تصحيح، وجمع ثابت حيث تكون مستقرة في العقول السليمة. وتظهر تقارير أن الانخفاض العالمي لهذا الثابت ينتج بعد اصابة الدماغ.